# Леоново (Чеховский район)
Леоново — деревня в Чеховском районе Московской области, в составе муниципального образования сельское поселение Стремиловское (до 28 февраля 2005 года входила в состав Стремиловского сельского округа), связана автобусным сообщением с райцентром и соседними населёнными пунктами.
В 1985 году в Леонове был открыт мемориал воинам-защитникам Москвы (архитектор И. Г. Кадина). В 2017 году деревне присвоено почётное звание Московской области «Населённый пункт воинской доблести».

## Население
| 2002 | 2006 | 2010 |
| ---- | ---- | ---- |
| 8    | ↘7   | ↘0   |

## География
Леоново расположено примерно в 26 км на запад от города Чехова, на безымянном ручье бассейна реки Нары, у границы с Жуковским районом Калужской области, высота центра деревни над уровнем моря — 153 м. На 2016 год в Леонове зарегистрировано 3 садоводческих товарищества.